# Санта Лучия ди Серино
Санта Лучѝя ди Серѝно (на италиански: Santa Lucia di Serino) е село и община в Южна Италия, провинция Авелино, регион Кампания. Разположено е на 400 m надморска височина. Населението на общината е 1460 души (към 2010 г.).